# Strandby Havn
Strandby Havn er beliggende i Strandby, ca. 6 km nordvest for Frederikshavn.
Havnen er selvejende og fungerer primært som fiskeri- og lystbådehavn.

## Historie
- 1879 – første havneplaner ved Niels Tvilling, toldassistent M.G. Futtrup og toldassistent E. Quist. Samme år påbegyndte man bygningen af en mindre havn med plads til 6 – 8 både. På et senere tidspunkt blev havnen ødelagt af en orkanagtig storm. Alt arbejde var spildt.
- 1896 – nyopført havn færdigbygget.
- 1909 – havnen udvides med forhavn.
- 1928 – yderlig udvidelse af havnen.
- 1938 – yderlig udvidelse af havnen.
- 1953 – ny forhavn etableres.
- 1963 – yderlig udvidelse af havnen.
- 1966 – yderlig udvidelse af havnen med anlæg af to beddinger, en bedding til store tunge skibe og en bedding til mindre fartøjer.
- 1968 – indvielse af den nye havn ved fiskeriminister A.C. Normann.
- 1979 – ny forhavn meldes færdig.
- 1985 – ny sejlrende etableres.
- 1987 – havnen udvides mod syd.
- 1995 – sejlrenden udvides.
- 2005 – påbegyndt udvidelse af havnen mod sydøst.